# Lotus pseudocreticus
Lotus pseudocreticus är en ärtväxtart som beskrevs av René Charles Maire och Al. Lotus pseudocreticus ingår i släktet käringtänder, och familjen ärtväxter. Inga underarter finns listade i Catalogue of Life.